# Uvaria tortilis
Uvaria tortilis är en kirimojaväxtart som beskrevs av Auguste Jean Baptiste Chevalier, John Hutchinson och John McEwan Dalziel. Uvaria tortilis ingår i släktet Uvaria och familjen kirimojaväxter. Inga underarter finns listade i Catalogue of Life.